# Gil Vicente Futebol Clube
Gil Vicente Futebol Clube je portugalski nogometni klub iz grada Barcelosa.

## Povijest
Od klupskih uspjeha, najbolja im je bila sezona 1999./00., kada su ju okončali na 5. mjestu prvoligaške ljestvice.

## Poznati igrači
- Nuno Capucho
- Paulo Alves (trenutno vodi klub)
- Hugo Viana (radi s mlađim postavama)
- Mateus, angolski nogometaš na SP 2006.
- Petit

## Zanimljivosti
Klub je jedno razdoblje vodio svećenik, José Maria Furtado, u sezoni 1974/75.

## Vanjske poveznice
- Službene klupske stranice